# Gilliesieae
Gilliesieae, biljni tribus iz porodice zvanikovki, nekada je činio dio potporodice Allioideae. Sastoji se od dva podtribusa. Rodovi ovog tribusa poklapaju ase sa rodovima Potporodice Gilliesioideae.
Tribus je opisan 1835. godine.

## Opis
Gilliesieae su višegodišnje zeljaste biljke koje karakteriziraju jednostavne ili bujne lukovice, ponekad s bočnim rizomima. Listovi su dugi, latice su više ili manje srasle, a krunice nema. Brakteje se formiraju od jednog ili dva brakteja. Jajnik obično ima dva ovula poredana u jednom mjestu. Ima 2 do 3 prašnika. Najčešći broj kromosoma je x=4. Gilliesiae se od Leucocoryneae razlikuje po simetriji zigomorfnih cvjetova i nedostatku septalnih nektarija. Nasuprot tome, Leucocoryneae su zigomorfne i imaju septalne nektarije.

## Potporodica
Gilliesioideae, obuhvaća sve rodove Novog svijeta osim Allium, a to su lukovičaste biljke. Svi su rodovi isključivo južni Američki, s koncentracijom u južnom Čileu i Argentini, osim Nothoscordum, koji je široko rasprostranjen u Južnoj Americi, ali ima neke vrste koje se protežu do Sjeverne Amerike. Većina autora (npr. Fay i Chase 1996; Rudall eta!. 2002) prepoznaje dvije skupine unutar Gilliesioideae: (1) skupina s aktinomorfnim cvjetovima, koja se ponekad naziva pleme Ipheieae iako se čini da ovo ime nije objavljeno, uključujući Ipheion Raf., Nothoscordum i Leucocoryne s.l. (sensu Rahn 1998a; uključujući Pabelloniju Quezada & Martie. i Stemmatium Phil.); i (2) pleme Gilliesieae Lindl. (Gilliesia Lindl. i saveznici) sa zigomorfnim cvjetovima. Gilliesieae su uglavnom čileanske endemi; relativno su rijetko zastupljeni u herbarima, i općenito nisu dostupni u uzgoju (Zollner i Arriagada 1998.; M.F.Fay neobjavljeno. promatranje). 
Generičko razgraničenje se smatra donekle problematičnim kod Gilliesioideae, a mnoge vrste su različito tretirane kao članovi nekoliko različitih rodova. Na primjer, Ipheion unifiorum (Lindl.) Raf. je uključen u Beauverdia Herter, Brodiaea Sm., Hookera Salisb., Leucocoryne Lindl., Milia Cav., Tristagma Poepp. i Triteleia Douglas ex Lindl., a Nothoscordum fragrans Kunth je uključen u Allium. Pozivajući se na Ipheion sellowianum (Kunth) Traub i I. dialystemon Guaglianone, Mathew (1995.) je izjavio da se "ovi najuočljivije razlikuju od plavog I. unifiorum po jarko žutim cvjetovima i, zapravo, te 'ipheione' je vjerojatno bolje nazvati kao vrsta Nothoscordum." I Ipheion i Nothoscordum pokazuju polifiletičnost od strane Fay et al. (1997) koristeći kombinirane podatke sekvence za rbcL i trnL-F regiju. Razgraničenje rodova u kompleksu Ipheion/Nothoscordum ostaje jedno od glavnih neriješena pitanja u Alliaceae.

## Tribusi i rodovi
- Gilliesieae Baker
  - Gilliesiinae Benth. & Hook.f.
    - genus Gilliesia Lindl.
    - genus Miersia Lindl.
    - genus Schickendantziella Speg.
    - genus Trichlora Baker

  - Leucocoryninae M.F.Fay & Christenh.
    - genus Ipheion Raf.
    - genus Latace Phil.
    - genus Leucocoryne Lindl.
    - genus Nothoscordum Kunth
    - genus Tristagma Poepp.
    - genus Atacamallium Nic. García (1 sp.); 2022